# Alborz
Alborz (též Elborz nebo Elburz) (persky البرز) je pohoří Alpsko-himálajského systému v severním Íránu u Kaspického moře. Na severozápadě navazuje na Malý Kavkaz, na východě na horská pásma pokračující do Afghánistánu. Jeho nejvyšší hora, stratovulkán Damāvand, je současně nejvyšší horou Íránu.
Podle některých map pod Alborz patří i pohoří Kūhhā-ye Sabalān i Kūhhā-ye Ţāleš, která však z hlediska geologických provincií patří k Malému Kavkazu. Alternativně se jim říká prostě Ázerbájdžánské hory podle stejnojmenných severoíránských provincií.

## Název
Slovo Alborz je odvozeno od Harā Bərəzaitī, legendární hory z perské mytologie. Staroperské *Bṛzatī znamená „vysoká“, harā lze přeložit jako „pozorovatelna“. Ve středoperštině z toho vzniklo Harborz, později Alborz. Stejnou etymologii má i nejvyšší kavkazská hora Elbrus.

## Vznik
Alborz tvořil samostatnou desku, součást teránů Kimmerie – úzkého a dlouhého pásu, který se utrhl z Gondwany a vydal se k severu. V triasu (druhohory, 252 – 200 Ma) Alborz narazil do Eurasie, během jury (200 – 145 Ma) se od ní sice opět oddělil, ale ve čtvrtohorách (3 – 0 Ma) se s ní definitivně organicky spojil v rámci pokračujícího alpinského vrásnění.